# 卡梅什洛夫
56°50′N 62°43′E / 56.833°N 62.717°E
卡梅什洛夫（俄语：Камы́шлов）是俄羅斯斯維爾德洛夫斯克州的一個城市，位於葉卡捷琳堡以東的佩什馬河畔。2002年人口28,914人。
1688年建立，1781年建市。